# Prix Richelieu
 (janvier 2023).
Si vous disposez d'ouvrages ou d'articles de référence ou si vous connaissez des sites web de qualité traitant du thème abordé ici, merci de compléter l'article en donnant les références utiles à sa vérifiabilité et en les liant à la section « Notes et références ».
Le prix Richelieu est un prix littéraire qui récompense un  journaliste qui « aura témoigné par la qualité de son propre langage, de son souci de défendre la langue française ».
Il est décerné chaque année, sous le parrainage de l'association Défense de la langue française et des éditions Larousse.

## Historique
Le Cercle de presse Richelieu, créé en 1952 par Paul Camus, Georges Duhamel, Jules Romains et Jean Cocteau, a pour but la conservation et l'expansion du patrimoine linguistique et culturel ainsi que le maintien de la qualité et l'évolution de la langue française dans le monde moderne. Devenu l'association Défense de la langue française, il donnera naissance, en partenariat avec les éditions Larousse, au prix Richelieu en 1992, à l'occasion du quarantième anniversaire de sa fondation.

## Liste des lauréats

### Années 1990
- 1992 : William Leymergie, présentateur de l'émission Télématin sur France 2.
- 1993 : Jean Tulard, professeur l'Université Paris-Sorbonne et à Sciences Po. Spécialiste de Napoléon.
- 1994 : Philippe Meyer, chroniqueur quotidien à France Inter ; et Jean-Pierre Colignon, correcteur en chef du Monde et auteur de la rubrique intitulée « La cote des mots ».
- 1995 : Jean-Claude Narcy, présentateur du journal de 20 heures à TF1.
- 1996 : Renaud Matignon, chroniqueur au Figaro littéraire.
- 1997 : Jean Lebrun, rédacteur en chef de « Culture matin » à France Culture.
- 1999 : Franz-Olivier Giesbert, présentateur du « Gai Savoir » sur Paris-Première.

### Années 2000
- 2000 : Bruno de Cessole, rédacteur en chef « Culture » de Valeurs actuelles.
- 2001 : Jean Amadou, chroniqueur à Europe 1.
- 2002 : Bernard Le Saux, chroniqueur et critique littéraire.
- 2003 : Claire Chazal, rédacteur en chef et présentatrice à TF1.
- 2004 : Philippe d'Hugues, critique de cinéma
- 2005 : Michel Theys, rédacteur en chef de L’Européenne de Bruxelles[Quoi ?].
- 2006 : Annette Gerlach et Florence Dauchez, rédactrices et présentatrices du « Journal de la culture », sur Arte.
- 2007 : Frédéric Lodéon, animateur et producteur à Radio France.
- 2008 : Claude Imbert, éditorialiste du Point.
- 2009 : Olivier Barrot, journaliste et producteur de télévision.

### Années 2010
- 2010 : Quentin Dickinson (Radio France) et Jean Quatremer (Libération).
- 2011 : Éric Zemmour, chroniqueur au Figaro Magazine[1].
- 2012 : Yves Calvi, chroniqueur à RTL[2].
- 2013 : Alain Duault, présentateur, animateur.
- 2014 : Guillaume Roquette
- 2015 : François Busnel
- 2016 : Natacha Polony[3]
- 2017 : Bruno Frappat
- 2018 : Bernard de La Villardière
- 2019 : Wendy Bouchard[4]

### Années 2020
- 2020 : Étienne de Montety, directeur du Figaro littéraire et Monique Raux, chef adjoint de la Région à L’Est républicain
- 2021 : Stéphane Bern, journaliste, écrivain et présentateur de télévision[5].
- 2022 : Emmanuel Khérad, journaliste et présentateur d'émission culturelle à France Inter[6].
- 2023 : Jean-Michel Djian, journaliste éditorialiste à Ouest-France, écrivain et réalisateur[5].
- 2024 : Christine Kelly, journaliste, présentatrice de "Face à l'info" sur CNews et écrivaine[7].
- 2025 : Xavier Mauduit, historien, producteur, chroniqueur télévision et animateur radio[8].